# Indiai királymókus
Az indiai királymókus, malabári királymókus vagy röviden csak királymókus (Ratufa indica) az emlősök (Mammalia) osztályának a rágcsálók (Rodentia) rendjébe, ezen belül a mókusfélék (Sciuridae) családjába tartozó faj.
A Ratufa nem típusfaja.

## Elterjedése
Elterjedési területe India, Madhja Prades államtól délre. Lombhullató erdők és trópusi esőerdők lakója.

## Alfajai
- Ratufa indica indica Erxleben, 1777
- Ratufa indica dealbata Blanford, 1897
- Ratufa indica maxima Schreber, 1784
- Ratufa indica centralis Ryley, 1913

## Megjelenése
Fej-törzs-hossza 35-40 centiméter, farokhossza 35-60 centiméter, testtömege 2 kilogramm. Nagy termetű mókus, bozontos farka hosszabb, mint testének többi része együttvéve. Hátoldala általában fekete, végtagjai és feje vörösesbarna, hasoldala fehér vagy vörösesbarna. Lábfeje széles, karmai nagyok és erősek.

## Életmódja
Fán élő állat; magasan, a fatörzs közelében, ágakból készített fészekben alszik és hozza világra kölykeit. Állandóan éber, táplálékkeresés közben az ágak közt hat méterre is képes elugrani.
Tápláléka lehet toboz, fakéreg, növényi nedvek, bogyók, termések, rovarok és tojások. 
Más mókusoktól eltérően, ez a faj is, mint minden királymókus nem függőleges testhelyzetben táplálkozik, hanem hátsó lábain ülve előredől, miközben farkával egyensúlyoz.
Amikor megriad, az ágra lapul, vagy egy vastag fatörzs mögé bújik. fő ellenségei a ragadozó madarak, de a leopárd is szívesen vadászik rá.

## Rokon fajok
Közeli rokonai a Ratufa nem másik három faja, a szundai királymókus (Ratufa affinis), a kétszínű királymókus (Ratufa bicolor) és a hosszúfarkú királymókus (Ratufa macroura).

## Képek

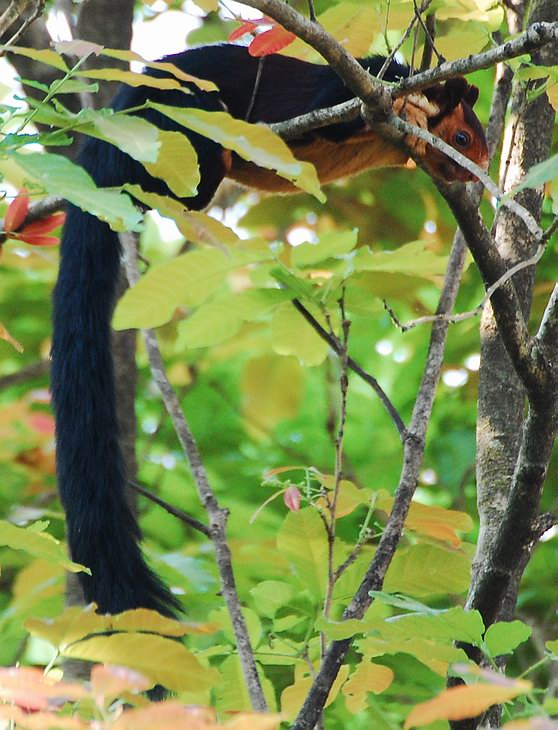
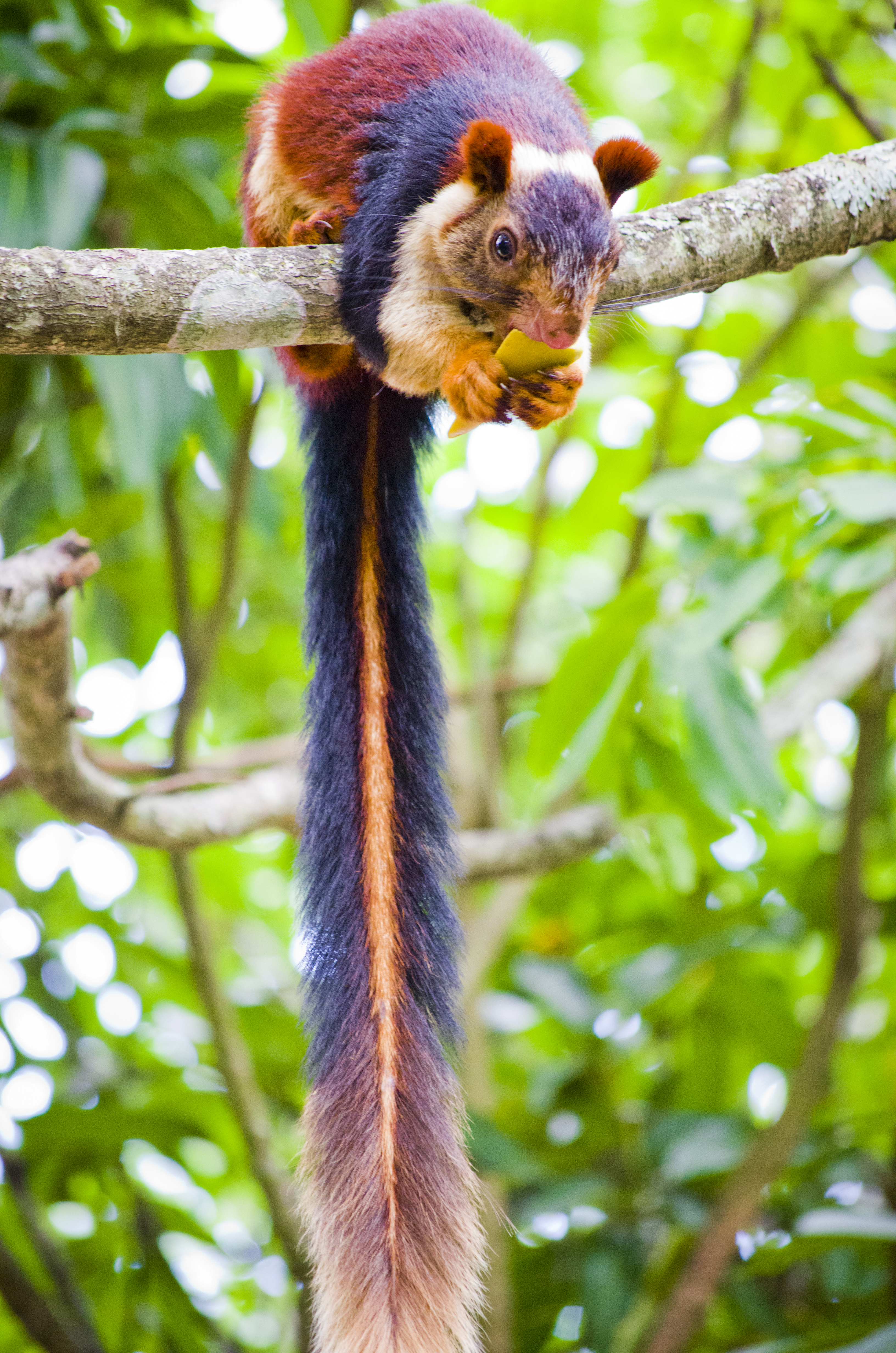
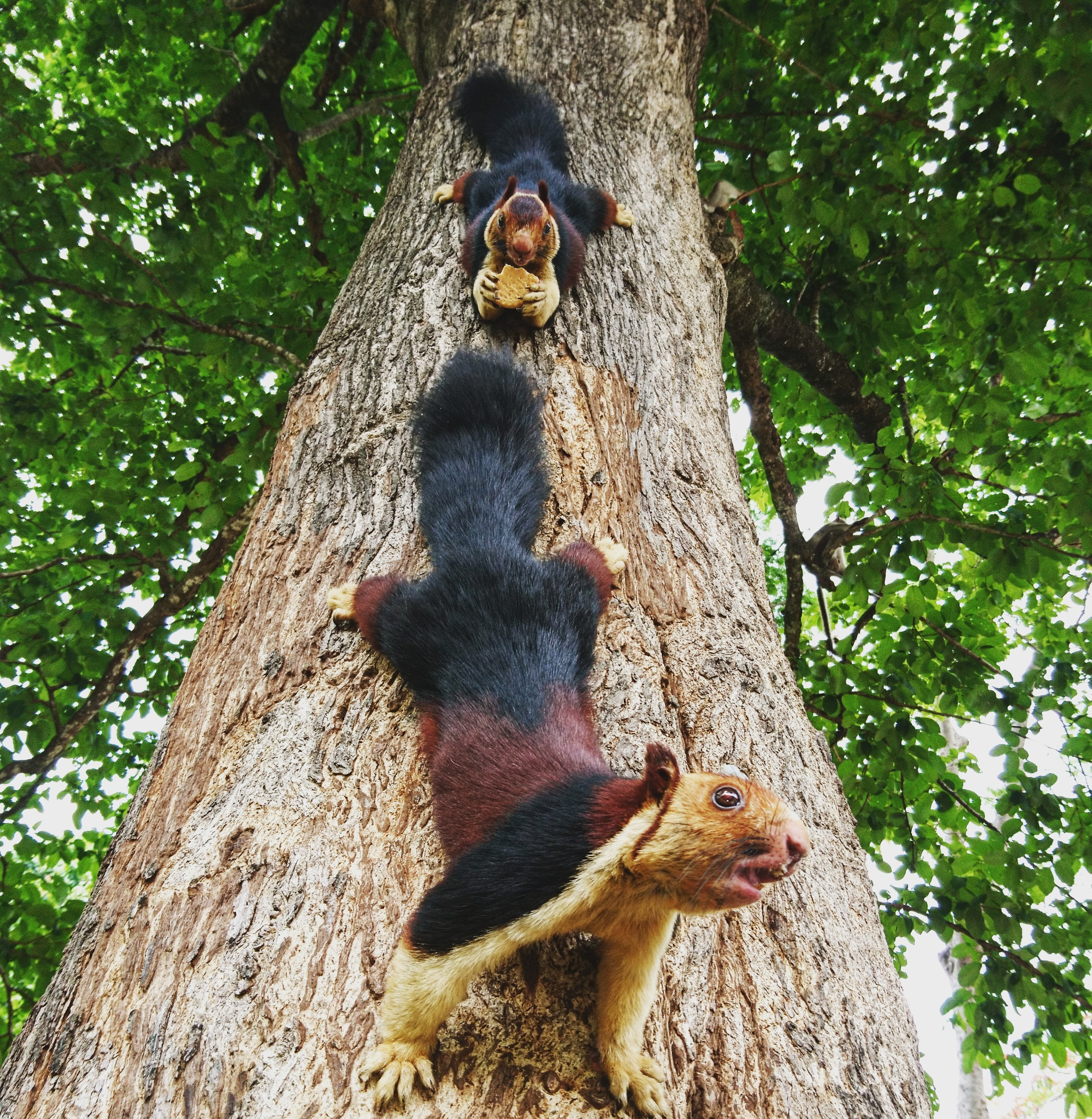

### Fordítás
Ez a szócikk részben vagy egészben  az   Indian giant squirrel című angol Wikipédia-szócikk ezen változatának fordításán alapul.  Az eredeti cikk szerkesztőit annak laptörténete sorolja fel. Ez a jelzés csupán a megfogalmazás eredetét és a szerzői jogokat jelzi, nem szolgál a cikkben szereplő információk forrásmegjelöléseként.